# Martin Hoffmann (fotbalista)
Martin Hoffmann (* 22. března 1955, Gommern) je bývalý východoněmecký fotbalista, útočník, levé křídlo. Po skončení aktivní kariéry vedl 1. FC Magdeburg jako trenér.

## Fotbalová kariéra
Ve východoněmecké oOberlize hrál za 1. FC Magdeburg. Nastoupil ve 256 ligových utkáních a dal 78 gólů. V letech 1974 a 1975 získal s 1. FC Magdeburg mistrovský titul a v letech 1973, 1978, 1979 a 1983 východoněmecký fotbalový pohár. V Poháru mistrů evropských zemí nastoupil ve 4 utkáních a dal 3 góly, v Poháru vítězů poháru nastoupil ve 21 utkáních a dal 5 gólů a v Poháru UEFA nastoupil v 18 utkáních a dal 4 góly. V roce 1974 vyhrál s 1. FC Magdeburg Pohár vítězů pohárů. Za reprezentaci Východního Německa (NDR) nastoupil v letech 1973–1981 v 62 utkáních a dal 15 gólů. Byl členem týmu na Mistrovství světa ve fotbale 1974, nastoupil ve všech 6 utkáních. V roce 1976 byl členem zlatého týmu na LOH 1976 v Montréalu, nastoupil ve 5 utkáních a dal 1 gól.

## Ligová bilance
| Ročník          | Zápasy | Góly | Klub            |
| --------------- | ------ | ---- | --------------- |
| I. liga 1972/73 | 3      | 3    | 1. FC Magdeburg |
| I. liga 1973/74 | 23     | 9    | 1. FC Magdeburg |
| I. liga 1974/75 | 25     | 11   | 1. FC Magdeburg |
| I. liga 1975/76 | 19     | 12   | 1. FC Magdeburg |
| I. liga 1976/77 | 19     | 4    | 1. FC Magdeburg |
| I. liga 1977/78 | 23     | 7    | 1. FC Magdeburg |
| I. liga 1978/79 | 25     | 12   | 1. FC Magdeburg |
| I. liga 1979/80 | 25     | 5    | 1. FC Magdeburg |
| I. liga 1980/81 | 24     | 9    | 1. FC Magdeburg |
| I. liga 1981/82 | 20     | 3    | 1. FC Magdeburg |
| I. liga 1982/83 | 125    | 1    | 1. FC Magdeburg |
| I. liga 1983/84 | 11     | 1    | 1. FC Magdeburg |
| I. liga 1984/85 | 19     | 1    | 1. FC Magdeburg |
| I. liga 1985/86 | 8      | 0    | 1. FC Magdeburg |
| CELKEM I. liga  | 256    | 78   |                 |

## Trenérská kariéra
V letech 1994–1996 a 2002–2003 byl trenérem 1. FC Magdeburg.